# 바론 야마자키
바론 야마자키(일본어: バロン山崎, 1971년 8월 5일 ~ )는 일본의 성우이다.